# باسل حاتم
باسل حاتم (بالإنجليزية: Basil Hatim)‏ هو مترجم إنكليزي عراقي الأصل. يشغل منصب رئيس قسم اللغات والترجمة في جامعة هاريوت ووط في إدنبرة، وأستاذاً في الجامعة الأمريكية في الشارقة. حاتم هو أحد المنظرين في مرحلة ما بعد الحداثة وصاحب مدخل في علم الترجمة.